# エマヌエル・オリサデベ
エマヌエル・オリサデベ（Emmanuel Olisadebe, 1978年12月22日 - ）は、ナイジェリア出身の元ポーランド代表サッカー選手。ポジションはフォワード。

## 経歴
1978年にナイジェリア・ワリで生まれ、1997年にポロニア・ワルシャワへの移籍を期にポーランドに移住。その身体能力の高さと鋭い得点感覚でナイジェリアとポーランド双方から代表招集の声がかかり、最終的には当時のヴラディスラフ・エンゲル監督やアレクサンデル・クファシニェフスキ大統領の政治力によりポーランド国籍を取得して代表に入ることを選択した。
2000年に代表入りすると、日韓ワールドカップ・ヨーロッパ予選では8得点を記録し本大会出場に貢献。1986年のメキシコ・ワールドカップ以来となる、16年ぶりのFIFAワールドカップ出場に導いた。
しかし同大会の予選を境に、それ以降は目立った活躍を見せることができなかった。2013年1月に現役を引退した。

## 所属クラブ
- 1996-1997  ジャスパー・ユナイテッド
- 1997-2000  ポロニア・ワルシャワ
- 2000-2006  パナシナイコス
- 2006  ポーツマスFC
  - 2006-2007  シュコダ・クサンティFC (レンタル移籍)
- 2007  APOPキニラス・ペヤス
- 2008-2010  河南建業
- 2011-2012  ビザスFC
- 2012  ヴェリア

## 代表歴

### 出場大会
- ポーランド代表
  - 2002 FIFAワールドカップ

### 試合数
- 国際Aマッチ 25試合 11得点（2000年-2004年）[3]

| ポーランド代表 | 国際Aマッチ | 国際Aマッチ |
| 年             | 出場        | 得点        |
| -------------- | ----------- | ----------- |
| 2000           | 5           | 3           |
| 2001           | 8           | 7           |
| 2002           | 8           | 1           |
| 2003           | 3           | 0           |
| 2004           | 1           | 0           |
| 通算           | 25          | 11          |